# The Day After Trinity
The Day After Trinity: J. Robert Oppenheimer and the Atomic Bomb es un documental de 1981 dirigido y producido por Jon H. Else en asociación con la televisión pública KTEH en San José, California.

## Resumen
La película narra la historia de J. Robert Oppenheimer, el físico teórico que dirigió el esfuerzo para construir la primera bomba atómica, llevada a explosión en julio de 1945 en la prueba Trinity en Nuevo México. Presenta entrevistas con varios científicos del Proyecto Manhattan, así como imágenes de archivo recientemente desclasificadas en ese momento.
El título de la película proviene de una entrevista mostrada cerca de la conclusión del documental. Se le pregunta a Robert Oppenheimer qué piensa sobre los esfuerzos el senador Robert F. Kennedy para instar al presidente Lyndon Johnson a iniciar conversaciones para detener la proliferación de armas nucleares. "Son 20 años demasiado tarde", responde Oppenheimer. Después de una pausa, dice: "Debería haberse hecho el día después de Trinity".

## Elenco
- Haakon Chevalier - escritor, amigo de J. Robert Oppenheimer
- Hans Bethe - físico de Los Álamos, premio Nobel de física
- Francis Fergusson - escritor, amigo de J. Robert Oppenheimer
- Robert Serber - físico, Los Álamos
- Robert Wilson - físico, Los Álamos
- Frank Oppenheimer - físico, Los Alamos, hermano de Robert Oppenheimer
- II Rabi - físico del Proyecto Manhattan, premio Nobel
- Freeman Dyson — físico, Instituto de Estudios Avanzados
- Stirling Colgate - físico, Los Álamos
- Stan Ulam - matemático, Los Álamos
- Robert Porton - GI, en Los Álamos durante la Segunda Guerra Mundial
- Françoise Ulam - escritora, esposa de Stanislaw Ulam
- Dorothy McKibbin — exdirectora de la oficina del Proyecto Manhattan, Santa Fe, Nuevo México
- Robert Krohn - físico, Los Álamos
- Jane Wilson - escritora, esposa de Robert Wilson
- Jon Else - cineasta, entrevistador
- Holm Bursom - ranchero, Socorro, Nuevo México
- Dave MacDonald - ranchero, Socorro, Nuevo México
- Susan Evans — residente, Nuevo México
- Elizabeth Ingram - comerciante, San Antonio, Nuevo México

## Véase también

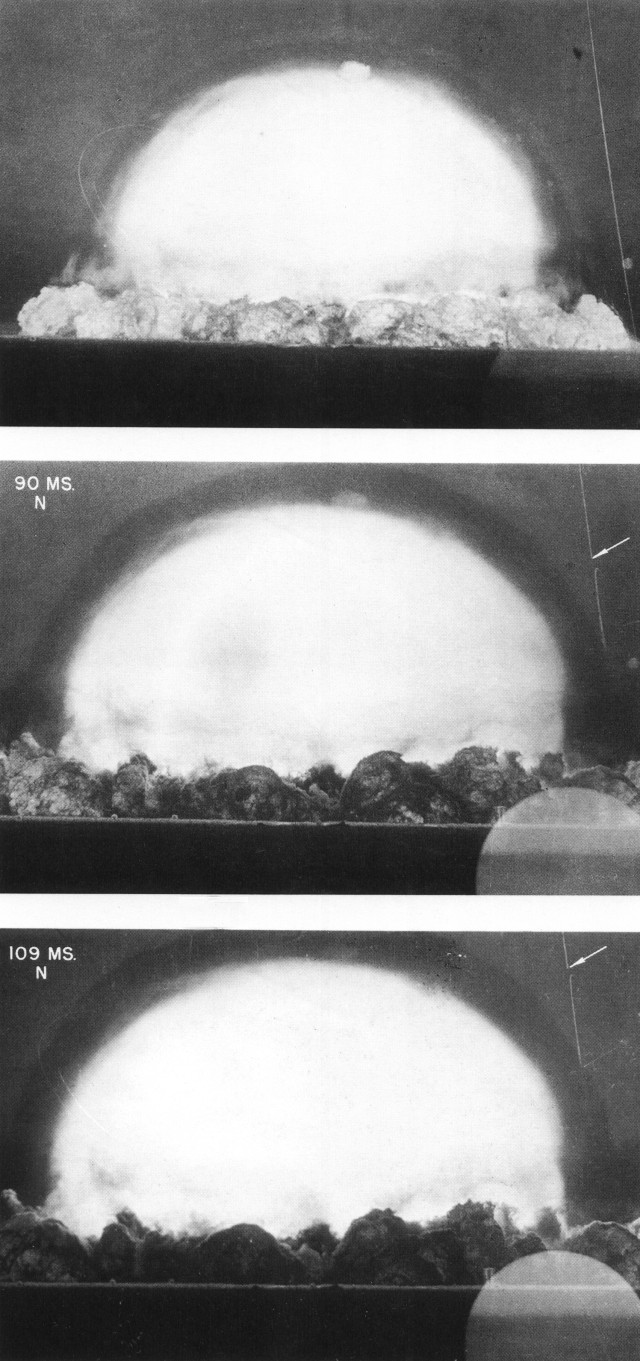
Trinity test, la primera explosión nuclear (16 de julio de 1945)

## Medios domésticos
The Day After Trinity fue lanzado en casete VHS por Pyramid Home Video y en DVD Region 1 por Image Entertainment. Un CD-ROM que se lanzó en 1995 incluía entrevistas, transcripciones, anotaciones, biografías y otra información.
Después del lanzamiento de Oppenheimer de Christopher Nolan en 2023, Criterion Channel transmitió The Day After Trinity de forma gratuita; fue una de las películas más reproducidas del servicio durante ese tiempo.

## Reseñas
That this is tacitly recognized is the most valuable aspect of The Day after Trinity: J. Robert Oppenheimer and the Atomic Bomb, Jon Else's documentary feature that opens today Jan. 20, 1980 at the Public Theater. The film serves as a kind of introduction to a period of history that is very easily ignored in favor of subjects of far less immediate concern. Mr. Else, and the movie, share with Oppenheimer an awful suspicion that when the first bomb was successfully detonated on the New Mexico desert in July 1945, it signaled the beginning of the end.
Que esto se reconozca tácitamente es el aspecto más valioso de The Day after Trinity: J. Robert Oppenheimer and the Atomic Bomb, el largometraje documental de Jon Else que se estrena hoy 20 de enero de 1980 en el Public Theater. La película sirve como una especie de introducción a un período de la historia que se ignora muy fácilmente en favor de temas de interés mucho menos inmediatos.  Else y la película comparten con Oppenheimer la terrible sospecha de que cuando la primera bomba fue detonada con éxito en el desierto de Nuevo México en julio de 1945, marcó el principio del fin.
Vincent Canby The New York Times

Dennis Schwartz, de Ozus' World Movie Reviews, habló de un documental históricamente importante sobre J. Robert Oppenheimer, el hombre que fue el principal impulsor de la construcción de la primera bomba atómica del mundo, y un documental reflexivo sobre los peligros de la guerra nuclear que deslumbra con imágenes de la bomba en acción y material de archivo significativo de cómo era Los Álamos en su apogeo.
La película recibió una calificación de audiencia del 97% de 595 reseñas en Rotten Tomatoes.

## Premios
The Day After Trinity fue nominado a un Premio de la Academia a la Mejor Película Documental de 1980, y recibió un Premio Peabody en 1981. La película también ganó un CINE Golden Eagle.